# Parigi-Bourges 2000
La Parigi-Bourges 2000, cinquantesima edizione della corsa e valevole come prova del circuito UCI categoria 1.3, si svolse il 1º ottobre 2000 su un percorso di 202 km. Fu vinta dal francese Laurent Brochard che giunse al traguardo con il tempo di 4h52'55", alla media di 41,37 km/h.
Al traguardo 71 ciclisti portarono a termine il percorso.

## Ordine d'arrivo (Top 10)
| Pos. | Corridore           | Squadra       | Tempo    |
| ---- | ------------------- | ------------- | -------- |
| 1    | Laurent Brochard    | Jean Delatour | 4h52'55" |
| 2    | Chris Peers         | Cofidis       | a 3"     |
| 3    | Bo Hamburger        | Memory Card   | s.t.     |
| 4    | Jean-Michel Tessier | F. des Jeux   | a 9"     |
| 5    | Andrej Čmil         | Lotto         | a 48"    |
| 6    | Patrice Halgand     | Jean Delatour | s.t.     |
| 7    | Rolf Huser          | Festina       | s.t.     |
| 8    | Peter Farazijn      | Cofidis       | s.t.     |
| 9    | Stéphane Heulot     | F. des Jeux   | a 2'17"  |
| 10   | Jean-Cyril Robin    | Bonjour       | s.t.     |